# Hruška

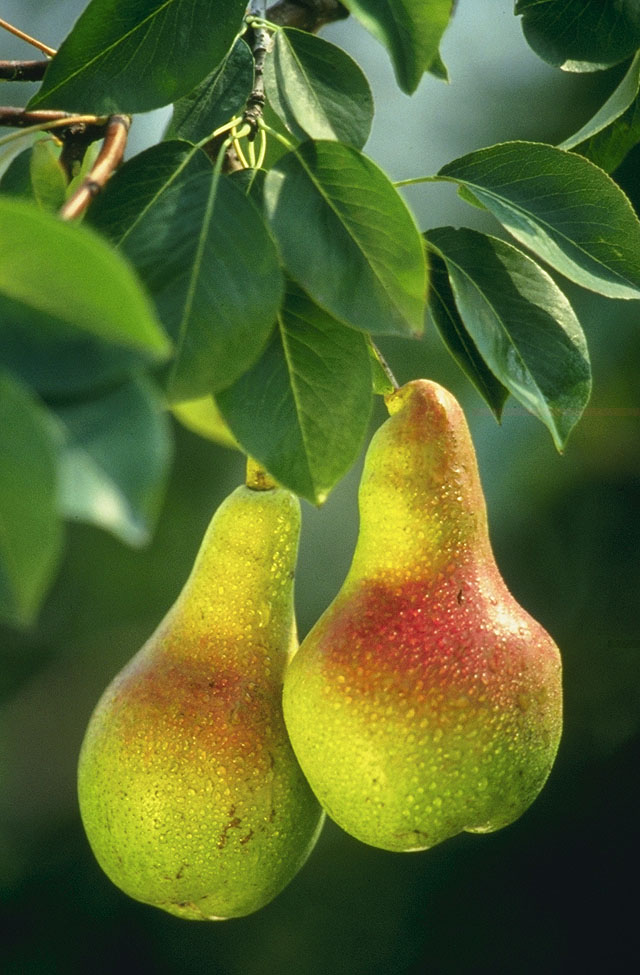
Plody hrušně – hrušky

Hruška je druh ovoce, plod hrušně, který je malvice (podobně jako jablko). Plody vyšlechtěných odrůd jsou jedlé a chutné.
Tyto šťavnaté plody vyšlechtěných odrůd se podle doby dozrávání, respektive sklizně, dělí na letní, podzimní a zimní. Letní jsou nejméně trvanlivé a zimní naopak vydrží nejdéle. Hrušky je možno skladovat, nevydrží ale tak dlouho jako jablka.
Hrušky jsou ovoce s velmi nízkým obsahem vitamínu C. Nezanedbatelný je ovšem výskyt vitamínu B, a to hlavně pod slupkou. 100 g hrušek má přibližně 213 kJ a 51 kcal.

## Odrůdy
Příklady odrůd rezistentních k strupovitosti a padlí jabloňovému (trend začátku 21. stol.):
- Bohemica – pozdně zimní, dlouhá skladovatelnost;
- Decora – zimní, šťavnaté plody, načervenalá líčka;
- Dicolor – zimní, atraktivní vzhled barevných plodů, příjemná aromatická chuť;
- Erika – raně zimní, sladce navinulé chuti
- další zimní, českého původu: Amfora, Astra bohemica, David, Erika, Jana, Konvert, Omega[1]
- světové: Williamsova čáslavka

### Naši
Pro plody hrušně asijské se vžilo označení naši, i když je správně „nash-li“, neboť „li“ znamená v čínštině hrušeň.

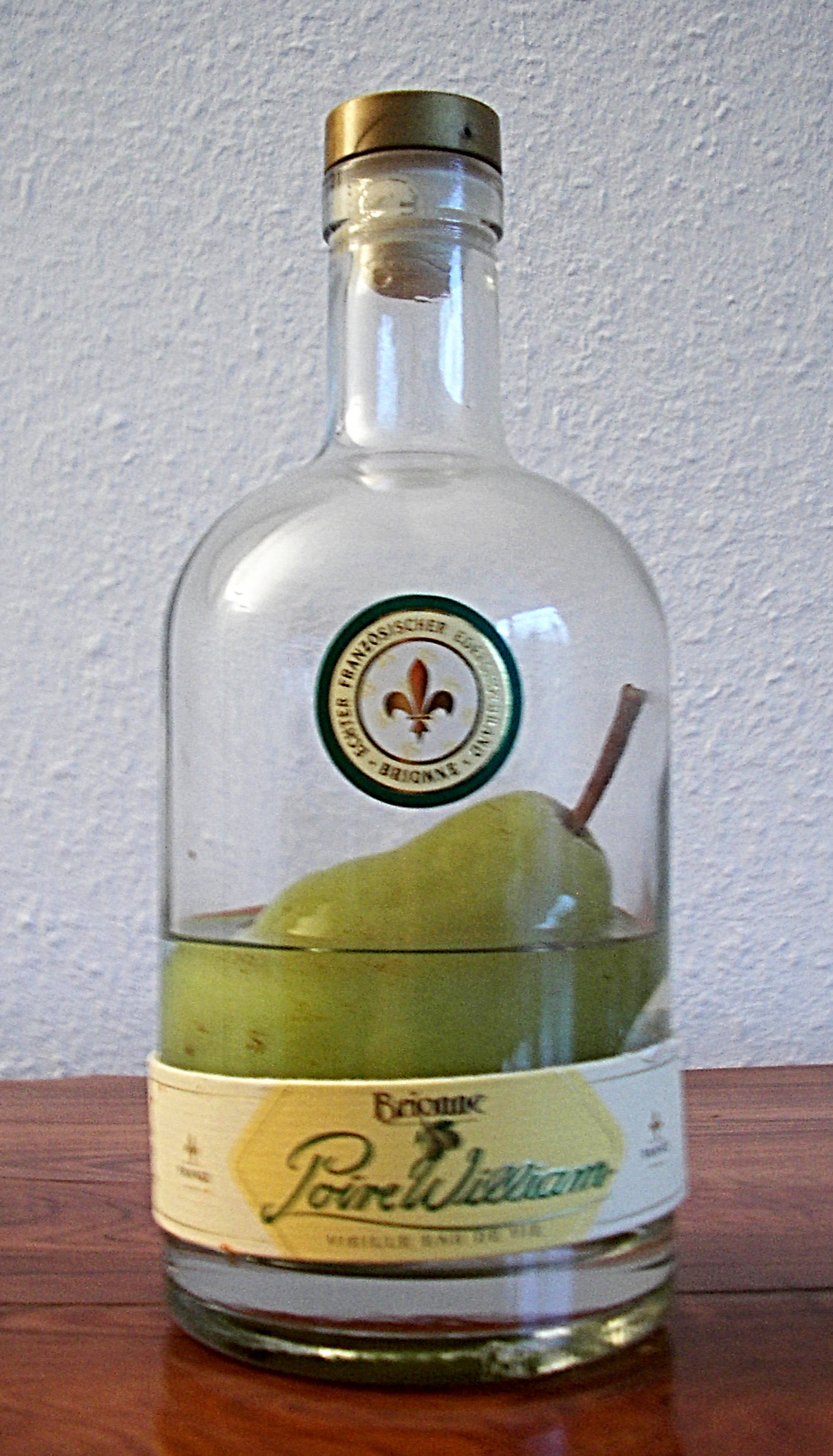
Williamsova pálenka

## Využití
- Pokrmy: dušená hruška, želé, pyré, kompot
- Sušené hrušky:
  - kandované
  - sušené mleté: pracharanda, tradiční přísada do sladkých pokrmů.
- Nápoje:
  - džusy
  - hruška v červeném víně

Likéry nebo destiláty: nenáročnost zrání hrušek umožňuje zrání malých plodů na stromě v lahvích, po dozrání se lahve s nimi doplní destilátem.
- - česká a moravská hruškovice (např. firma Rudolf Jelínek)
  - slovenská hruškovice (např. St. Nicolaus)
  - britská Williamsova hruškovice (43%), také pod franc. názvem "Eau de vie" (voda života)

## Hruška v heraldice
Plod hrušky byl vždy symbolem štědrosti, dobroty a nenáročnosti, také síly osobnosti. Samotný plod nebo celá hrušeň s hruškami se od středověku užívaly v heraldice jako erbovní znamení nebo součást erbu, například rodu Hrušků z Března a Loun, Hrušovských, obcí Hrušky, Hrušov nebo města Pirna.

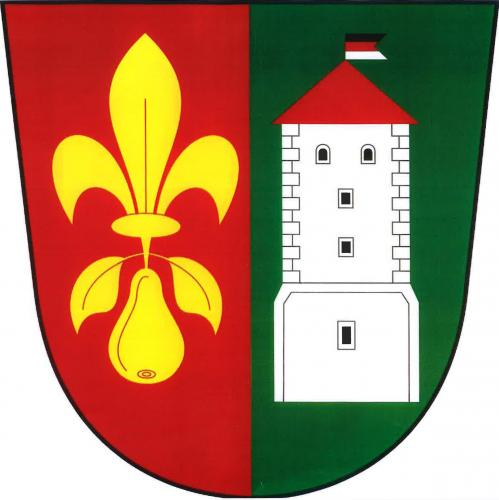
Hrušov
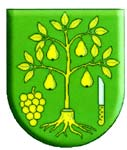
Hrušky (Břeclav)
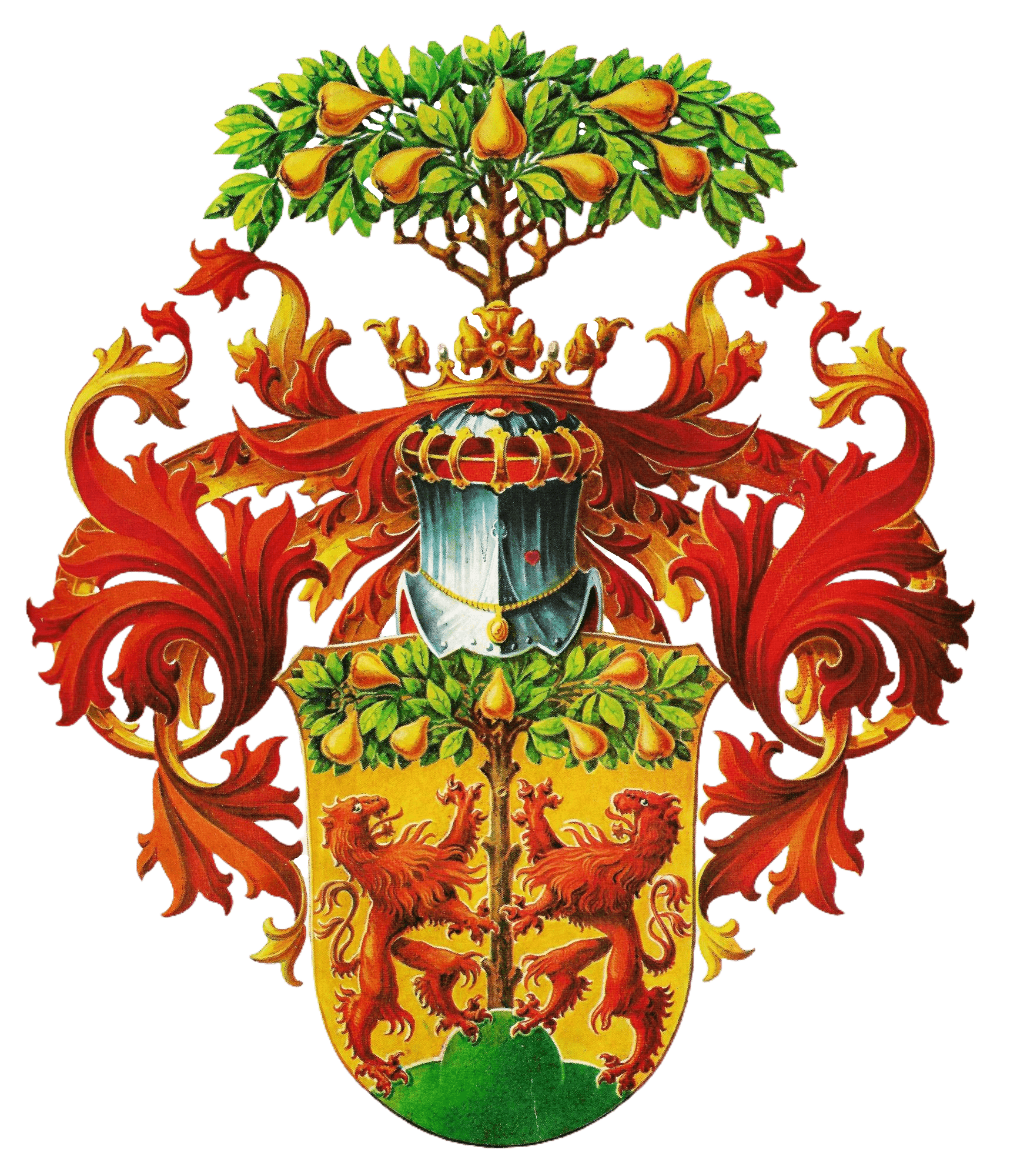
Pirna
Peřimov
Vedrovice